# フォートローダーデールCF
インテル・マイアミCF II（Inter Miami CF II）は、アメリカ合衆国の南東部、フロリダ州フォートローダーデールを本拠とするプロサッカークラブ。メジャーリーグサッカー (MLS) に所属するインテル・マイアミCFのリザーブチームであり、2020年からUSLリーグ1（アメリカ合衆国3部相当）に参戦している。

## 歴史
2019年10月9日、インテル・マイアミCFが育成年代のためのチームを創設して2020年にUSLリーグ1に参戦することが発表された。2020年2月1日、USL1のチーム名が「フォートローダーデール・クルブ・デ・フトボル」に決定し、トップチームのインテル・マイアミと同様にフォートローダーデールのスタジアムを本拠地とすることが発表された。
2021年12月6日、クラブは2022年から始動するMLSネクスト・プロに参加することを表明した。
2022年2月25日、チーム名をそれまでのフォートローダーデールCFからインテル・マイアミCF IIに変更することが発表された。

## 現所属メンバー
インテル・マイアミ監督フィリップ・ネヴィルの息子ハーヴェイやインテル・マイアミ共同オーナーデビッド・ベッカムの次男ロメオが在籍している。
注：選手の国籍表記はFIFAの定めた代表資格ルールに基づく。
| No. | Pos. |                | 選手名                             |
| --- | ---- | -------------- | ---------------------------------- |
| 0   | GK   | アメリカ合衆国 | アンドレ・ズルアガ                 |
| 1   | GK   | ジャマイカ     | ルイス・ザムディオ                 |
| 2   | DF   | キューバ       | ブライアン・ロサレス               |
| 4   | DF   | ザンビア       | アイメ・マビカ                     |
| 5   | DF   | イングランド   | イーサン・ハーディン               |
| 6   | DF   | アイルランド   | ハーヴェイ・ネヴィル               |
| 8   | MF   | ジャマイカ     | ヴェントン・エヴァンズ             |
| 9   | FW   | イングランド   | ミッチェル・カリー                 |
| 10  | FW   | カナダ         | シャーン・ハンダル                 |
| 11  | FW   | イングランド   | ロメオ・ベッカム                   |
| 12  | MF   | イングランド   | ドリュー・ハーディン               |
| 13  | DF   | キューバ       | フランク・ノダルセ                 |
| 14  | MF   | アメリカ合衆国 | ジョシュア・サーヴェドラ           |
| 15  | MF   | アメリカ合衆国 | ブランクストン・タグヴァイ＝ナジブ |
| 17  | DF   | キューバ       | モデスト・メンデス                 |
| 19  | DF   | アメリカ合衆国 | クリスティアン・ルー・ヤング       |

| No. | Pos. |                | 選手名                   |
| --- | ---- | -------------- | ------------------------ |
| 20  | MF   | キューバ       | リバルド・イバーラ       |
| 21  | MF   | アメリカ合衆国 | フランシスコ・ラッジョ   |
| 25  | FW   | アメリカ合衆国 | フェリペ・バレンシア     |
| 26  | MF   | キューバ       | ダイロン・レジェス       |
| 27  | GK   | アメリカ合衆国 | ドレイク・カレンダー     |
| 28  | MF   | ドミニカ共和国 | エディソン・アスコナ     |
| 29  | FW   | ベネズエラ     | アベル・カプト           |
| 30  | MF   | アメリカ合衆国 | ジョージ・アコスタ       |
| 31  | MF   | アメリカ合衆国 | デヴィッド・ルイス       |
| 32  | MF   | アメリカ合衆国 | ノア・アレン             |
| 33  | MF   | アメリカ合衆国 | セサル・クエジャール     |
| 34  | MF   | アルゼンチン   | イグナシオ・ポプラウスキ |
| 35  | FW   | アメリカ合衆国 | サミ・グエディリ         |
| 36  | FW   | アメリカ合衆国 | ジェイソン・バックナー   |
| 37  | MF   | キューバ       | ペドロ・ファイフェ       |
| 41  | GK   | アメリカ合衆国 | ルシアーノ・ナトーリ     |

### ローン移籍
in
注：選手の国籍表記はFIFAの定めた代表資格ルールに基づく。
| No. | Pos. |              | 選手名                                          |
| --- | ---- | ------------ | ----------------------------------------------- |
| 34  | MF   | アルゼンチン | イグナシオ・ポプラウスキ (エストゥディアンテス) |

## 歴代監督
- ジェイソン・クライス 2020
- ダレン・パウエル（英語版） 2021-